# Conflito civil etíope (2018–presente)
Vários conflitos civis etíopes ocorrem sob o governo do primeiro-ministro Abiy Ahmed. Muitas das raízes do conflito civil em curso na Etiópia datam de há décadas. No entanto, após a dissolução do federalismo étnico da coalizão política do partido dominante, a Frente Democrática Revolucionária do Povo Etíope, houve um aumento nas tensões dentro do país, com o ressurgimento de facções regionais e étnicas. 

## Antecedentes
O conflito civil data de Menelik II, um imperador de origem amhara, tomou territórios de Oromia, Sidama e da região somali em 1889. A Liga das Nações em 1935 relatou que, após a invasão das forças de Menelik em terras não abissínias dos somalis, hararis, oromos, sidamas, shanqellas etc., os habitantes foram escravizados e fortemente tributados pelo sistema gebbar, levando ao despovoamento.
Durante o reinado de Haile Selassie e posteriormente, na época do Derg, quando a Etiópia era governada principalmente por Mengistu Haile Mariam, a discriminação étnica ocorreu contra os afares, tigrínios, eritreus, somalis e oromos. A cultura amhara dominou durante o regime militar e monárquico. Tanto Haile Selassie quanto o governo Derg realocaram numerosos amharas para o sul da Etiópia, onde serviram na administração governamental, tribunais, igreja e até mesmo na escola, onde os textos oromos foram eliminados e substituídos pelo amárico. No período seguinte, o federalismo étnico foi implementado pelo líder da Frente de Libertação do Povo Tigray, Meles Zenawi, mas a discriminação prosseguiu contra amharas, oromos e outros grupos étnicos durante seu governo.

## Região Afar e Somali
Em 2014, o governo federal, sob a Frente Revolucionária Democrática do Povo Etíope, redesenhou a fronteira entre a Região de Afar e a Região Somali. Como resultado, a Região de Afar ganhou três cidades da Região Somali, que desde então tenta reconquistá-las. Conflitos limítrofes em abril de 2021 mataram cerca de 100 civis.

## Região Amhara
O gabinete do primeiro-ministro acusou o Brigadeiro General Asaminew Tsige, chefe das forças de segurança da Região de Amhara, de liderar um complô de golpe de Estado. Asaminew mais tarde foi morto a tiros pelas forças de segurança após escapar. Os membros da Fano são acusados de participar de massacres étnicos, incluindo o de 58 pessoas qemants em Metemma durante os dias 10-11 de janeiro de 2019. Também são acusados de participar do massacre de Mai Kadra (que a Anistia Internacional, a Comissão de Direitos Humanos da Etiópia e o Conselho de Direitos Humanos da Etiópia atribuíram aos jovens locais tigrínios)  e no massacre de Humera, durante o 
conflito de Tigray de 2020. Em março de 2020, o líder de um dos grupos chamados Fano, Solomon Atanaw, afirmou que o Fano não se desarmaria até que a Zona de Metekel da região de Benishangul-Gumuz e os distritos de Welkait e Raya da Região de Tigray fossem colocados sob o controle da Região de Amhara.

## Captura de Tigray Ocidental pela milícia amhara
Durante o conflito de Tigray, que começou em 4 de novembro de 2020, a Região de Amhara participou ativamente ao lado do primeiro-ministro Abiy Ahmed. Em 18 de dezembro de 2020, atos de pilhagem foram relatados pela Europe External Programme with Africa (EEPA), incluindo 500 vacas leiteiras e centenas de bezerros roubados pelas forças amharas. Em 19 de dezembro de 2020, um relatório da EEPA afirmou que o Sudão havia capturado soldados eritreus vestidos com uniformes da milícia amhara que lutavam ao longo da fronteira do Sudão ao lado das forças especiais de Amhara.
Em 23 de novembro, um repórter da agência de notícias AFP visitou a cidade de Humera, no oeste de Tigray, e observou que a administração das partes conquistadas do Tigray Ocidental foi assumida por oficiais da Região de Amhara. Em 1 de março de 2021, vários locais geográficos foram renomeados pelas novas autoridades e muitos residentes da etnia tigrínia foram deportados para a Zona Central.  Testemunhas oculares relatam limpeza étnica em andamento e assentamentos sem habitantes;  o geógrafo Jan Nyssen afirma que as autoridades da Região de Amhara planejam reassentar o povo amhara nesses locais.

## Ataques na Região de Oromia pela milícia amhara
De acordo com testemunhas de Kemise, o conflito começou entre os residentes oromos e as Forças Especiais de Amhara depois que estas últimas mataram um indivíduo nas entradas da grande mesquita em Ataye, Zona Showa Norte da Região de Amhara. A polícia de Liyu na região de Amhara teria atacado civis e provocado um movimento violento. As evidências de testemunhas oculares responsabilizam as forças especiais regionais de Amhara, enquanto o governo regional de Amhara acusa a Frente de Libertação Oromo-Shene e a Frente de Libertação do Povo Tigray como bodes expiatórios da violência. Dois membros do parlamento etíope acusaram a polícia amhara liyu de matar civis oromos em Ataye, Zona de Oromia. "A milícia amhara usou a Frente de Libertação Oromo-Shane como pretexto para cometer crime de guerra contra agricultores oromos em Wollo pelas três principais razões que o parlamentar disse na 11.ª Sessão do Parlamento da Etiópia. As razões são (1) sua identidade nacional (ser um oromo), (2) sua identidade religiosa (ser muçulmano) e (3) usar a atrocidade como uma ameaça de barganha para cumprir todas as suas demandas na Região de Oromia". Por ocasião do ataque aos Wollo Oromos na Zona de Oromia da Região de Amhara pela milícia regional amhara em março de 2021, o Partido da Prosperidade de Oromia e o Partido da Prosperidade de Amhara vieram com declarações opostas, cada um culpando o outro grupo étnico por ser a causa da violência e dos assassinatos.   O website de notícias Borkena e um oficial da Região de Amhara alegaram que a Frente de Libertação Oromo envolveu-se nos eventos da cidade de Ataye.  O número de mortos chegou a mais de 300 em março de 2021  e até 200 em abril. 

## Região de Benishangul-Gumuz
Benishangul-Gumuz é o lar de várias etnias diferentes, incluindo gumuz, bertas, shinashas, mao, komos e fadashi. Os gumuz mantem tensões com migrantes agrícolas amharas, oromos, tigrínios e agaws, que na Zona de Metekel, constituem grupos étnicos minoritários com alguns grupos amharas pedindo para que Metekel seja incorporado em Amhara. Aquisições de terras em grande escala por investidores locais e estrangeiros também repeliram os gumuz para fora da terra. Os gumuz são acusado de terem formado milícias, como Buadin e a Frente de Libertação Gumuz, que organizaram ataques contra aqueles vistos como "colonos". No massacre de Metekel em dezembro de 2020, cerca de 200 pessoas, principalmente amharas, oromos e shinashas foram mortos por uma suposta milícia gumuz.  Um grupo armado não identificado assumiu o controle do condado de Sedal Woreda na Zona de Kamashi da Região Benishangul-Gumuz em abril de 2021.

## Região de Oromia
Em novembro de 2020, no distrito de Guliso da Zona Oeste de Welega na Região de Oromia, membros suspeitos do Exército de Libertação Oromo atacaram a etnia amhara, matando pelo menos 54 pessoas. 

## Região de Oromia e Somali
Os confrontos entre as duas maiores regiões: a Região de Oromia, constituída principalmente pelo grupo étnico oromo, e a Região Somali, constituída principalmente pelo grupo étnico somali, começaram em dezembro de 2016 na sequência de disputas territoriais. Os somalis são principalmente pastoralistas e os oromos tendem a ser agricultores, bem como pastores. Tem sido difícil demarcar limites claros entre os estados, pois as comunidades pastoris tendem a cruzá-los em busca de pasto para seus animais. Ao longo dos anos, isso levou à competição, como por poços e pastagens, com dezenas de milhares de pessoas sendo deslocadas em alguns conflitos. Em 2004, um referendo para decidir sobre o destino de mais de 420 kebeles, a menor unidade administrativa do país, deu 80% deles para Oromia, levando as minorias somalis a fugir dessas áreas. Em 2020, centenas de pessoas foram mortas e mais de 1,5 milhão de pessoas fugiram de suas casas devido ao conflito resultante. A polícia especial regional de ambos os estados, chamada Liyu na Região Somali e Liyu Hail em Oromia, foram acusadas de cometer atrocidades.

## Região das Nações, Nacionalidades e Povos do Sul

### Zona Bench Maji
No woreda de Guraferda da Zona de Bench Maji na Região das Nações, Nacionalidades e Povos do Sul em outubro de 2020, cerca de 30 pessoas foram mortas por um grupo armado não identificado. As vítimas teriam sido amharas.

### Zona Gedeo
Em 2018, começaram os confrontos entre a Zona Gedeo na Região das Nações, Nacionalidades e Povos do Sul, composta em sua maioria por gedeos, e a Zona Guji na Região de Oromia, composta principalmente por Guji Oromos. Os confrontos fizeram com que cerca de 800.000 pessoas, em sua maioria gedeos étnicos, fugissem de suas casas. O governo pressionou os refugiados a voltarem para suas casas, embora estes temessem por suas vidas, frequentemente negando aos refugiados o acesso à ajuda humanitária. 

### Zona Konso
A Zona dos Povos da Área de Segen, anteriormente uma zona na Região das Nações, Nacionalidades e Povos do Sul, dividiu-se em 2018 para formar a Zona Konso, habitada principalmente pelo povo Konso, bem como o woreda especial de Burji, o woreda especial de Dirashe e o woreda especial de Amaro e tem ocorrido violência intermitente desde então. A violência na segunda metade de 2020 atribuída às comunidades oromo e konso  matou dezenas de civis e deslocou pelo menos 90.000 pessoas. 

### Sidama
A Zona Sidama fazia anteriormente parte da Região das Nações, Nacionalidades e Povos do Sul e o povo sidama era o maior grupo étnico daquela região. Em julho de 2019, confrontos entre grupos sobre a questão de uma maior autonomia para os sidamas levaram a mortes e deslocamentos internos.  Uma votação favorável a maior autonomia no referendo da Região de Sidama de 2019 resultou na Zona Sidama se tornando a 10.ª região do país. Vários outros grupos étnicos na região também estão buscando a formação de seu estado de base étnica. 

### Zona Wolayita
Na Zona Wolayita, pelo menos 17 pessoas foram mortas em agosto de 2020 pelas forças de segurança. Isso ocorreu após os apelos para criar uma região separada para o povo welayta assim como a Região Sidama para o povo sidama.

## Região de Tigray
O Governo Regional do Tigray era liderado pela Frente de Libertação do Povo Tigray (FLPT), que anteriormente dominava a coalizão Frente Democrática Revolucionária do Povo Etíope. As hostilidades entre o governo central e a FLPT aumentaram depois que esta última rejeitou a decisão do governo central de adiar as eleições de agosto de 2020 para meados de 2021 em decorrência da pandemia COVID-19, acusando o governo de violar a constituição etíope. A FLPT realizou suas próprias eleições regionais, ganhando todos os assentos contestados no parlamento da região. A Força de Defesa Nacional da Etiópia lançou uma ofensiva, capturando Mekelle, a capital do Tigray, em novembro de 2020. O governo etiope foi auxiliado por forças da vizinha Eritreia. Em grande parte do Tigray Ocidental, a segurança é mantida principalmente por "forças especiais" uniformizadas dos estados vizinhos - como Amhara - e funcionários públicos também chegaram de Amhara para assumir a administração de algumas cidades e vilarejos do Tigray, uma medida que corre o risco de inflamar as tensões étnicas.